# Ludi Plebeii
Ludi Plebeii – rzymskie święto na cześć boga Jowisza obchodzone od 4 do 17 listopada.
W jego trakcie odbywały się liczne przedstawienia, zawody i wyścigi, a w dniu 13 listopada odbywała się specjalna uczta dla senatorów i urzędników magistrackich.